# Glen Adams
Glenroy Phillip "Capo" Adams (ur. 27 listopada 1945 w Kingston, zm. 17 grudnia 2010 w Monie) – jamajski organista i wokalista, jeden z prekursorów muzyki reggae, znany przede wszystkim jako członek zespołów The Upsetters oraz The Wailers.

## Życiorys
Urodził się i dorastał w biednej dzielnicy Jones Town przyległej do Trenchtown, największych slumsów na przedmieściach stolicy Jamajki. Wychowywała go samotnie matka, pracująca w manufakturze kapeluszy. Ojciec, pochodzący z wysp St. Vincent nauczyciel, pozostawił ją na dwa tygodnie przed narodzinami syna. Jako dziecko Glen uczęszczał do szkoły podstawowej w Trenchtown, następnie zaś do Holy Cross Senior School oraz Tutorial College. Muzyką zainteresowała go matka, która poza wykonywaną pracą fizyczną występowała również jako wokalistka i tancerka. Ponadto jeden z jego kuzynów był saksofonistą słynnego jazzowego big-bandu Sonny’ego Bradshawa, z którym często odbywał próby w domu Adamsów. W wieku 12 lat Glen założył wraz z kolegami szkolnymi trio wokalne; wystąpili w popularnym show radiowym dla młodych talentów "Vere Johns Opportunity Hour", jednak ich udział przeszedł bez echa. Niezrażony niepowodzeniem Adams wkrótce ponownie spróbował swoich sił w tym show, ale jako solista. Tym razem jego popis zrobił na tyle duże wrażenie, że zaproponowano mu serię występów jako support przed koncertami The Blues Busters podczas miejskich kabaretów.
W roku 1960 wziął udział w zorganizowanym przez wiodącego producenta Clementa "Sir Coxsone'a Dodda przesłuchaniu młodych talentów w State Theatre. Wykonał piosenkę "Wonder Thirst", napisaną przez jego starszą siostrę Yvonne, również początkującą wokalistkę. Przypadła ona do gustu Sir Coxsone'a, który zaprosił Adamsa na sesję nagraniową w Federal Studio, aby zarejestrować utwór. Mimo to piosenka nigdy nie ukazała się jako singiel, a jedyny acetat został zatrzymany przez Dodda jako dubplate dla jego sound systemu. Nieco zniechęcony kolejną niewykorzystaną szansą, Adams na kilka lat poświęcił się nauce zawodu krawca, jednak wciąż aktywnie udzielał się na lokalnym rynku muzycznym. Od 1962 występował w duecie z Kenem Boothe, z którym m.in. wspólnie zaśpiewał chórki w przeboju Strangera Cole'a pt. "Uno Dos Tres". Był także jednym z współzałożycieli pionierskiej grupy rocksteady, The Heptones, którą wprowadził do Studio One Sir Coxsone'a. Udzielał się również w innych popularnych formacjach rocksteady, takich jak The Pioneers czy The Uniques. Jako solista nagrał kilka singli dla innego znanego procucenta, Bunny’ego Lee (część z nich ukazała się na rynku brytyjskim za pośrednictwem londyńskiej wytwórni Island Records). W międzyczasie został także zaangażowany przez jeszcze innego producenta, Duke'a Reida, jako nieformalny dyrektor muzyczny w jego Treasure Isle Studio.
W październiku 1968, wraz z zaprzyjaźnionym gitarzystą Alvą "Reggie" Lewisem, Adams wziął udział w słynnej sesji nagraniowej dla Lee we wspomnianym Treasure Isle Studio, w trakcie której zarejestrowano jedne z pierwszych w historii nagrań reggae (m.in. Stranger Cole – "Bangarang", Slim Smith – "Everybody Needs Love", Pat Kelly – "If It Don't Work Out"). Jako że nie stawili się zaproszeni klawiszowcy, został poproszony o zastąpienie ich na organach. Jego gra przeszła najśmielsze oczekiwania uczestników sesji. Wykonany wówczas przez niego nowatorski organowy shuffle, znany później jako "bubble", uznawany jest obecnie za jeden z kluczowych elementów przejścia od muzyki rocksteady do reggae (Lee utrzymywał nawet, że właśnie z tego względu należy uznawać "Bangarang" za pierwszy w historii utwór reggae). Od tej pory Adams skupił się na doskonaleniu umiejętności gry na organach. Wkrótce potem Adams, Lewis oraz bracia Aston Barrett (gitara basowa) i Carlton Barrett (perkusja) stworzyli kwartet muzyków sesyjnych pod nazwą The Hippy Boys; koncertowali także jako samodzielna grupa, wokal dzielili wówczas Adams i Lewis. Wkład instrumentalistów w kilka hitowych singli nie uszedł uwadze ekscentrycznego producenta Lee "Scratcha" Perry’ego, który właśnie opuścił Studio One, wydawnicze imperium Clementa "Sir Coxsone'a" Dodda, i w związku z tym poszukiwał własnych muzyków sesyjnych. The Hippy Boys przeszli wówczas pod egidę Perry’ego, zmieniając jednocześnie nazwę na The Upsetters.
Jako członek The Upsetters Adams w listopadzie 1969 wziął udział w pierwszej w historii trasie koncertowej jamajskich instrumentalistów po Wielkiej Brytanii. Po powrocie z tournée grupa połączyła siły z triem wokalnym The Wailers (Bob Marley, Bunny Wailer, Peter Tosh). Lewis odszedł wraz z Adamsem z The Wailers po dwóch latach współpracy (1970-71) i w połowie lat 70. przeprowadził się na stałe do Nowego Jorku. Założył na Brooklynie studio i wytwórnię muzyczną Capo oraz własny zespół pod nazwą The Blue Grass Experience. Przez kilka lat pracował jako kierowca taksówki, przylatując czasami na Jamajkę, by nagrywać nowe single. Wciąż udzielał się także jako muzyk sesyjny, współpracując z kilkoma nowojorskimi zespołami i producentami. W tym okresie eksperymentował z różnymi gatunkami muzyki, takimi jak soca, R&B czy rap. Na początku XXI wieku powrócił również do występów na żywo, biorąc udział w kilku trasach koncertowych po Europie i USA z brooklyńską formacją ska, The Slackers.
W grudniu 2010 został hospitalizowany podczas jednej ze swoich licznych wizyt na Jamajce. Zmarł w szpitalu University of the West Indies Hospital w Monie, prawdopodobnie na skutek powikłań po przebytym wcześniej udarze mózgu. Pozostawił trzecią żonę Judy oraz Kima, syna z poprzedniego małżeństwa.

To właśnie Glen wprowadził wspaniały shuffle organowy do reggae. On był siłą, której należy się szacunek, jednak nigdy nie doczekał się należytego uznania.